# Grad Podvin
Grad Podvin (nemško Podwein) se nahaja v vasi Mošnje južno od Radovljice. V njem je bil hotel višje kategorije, danes pa je zgradba zapuščena.

## Zgodovina
Grad ali graščina (dvorec) se v zgodovinskih listinah prvič omenja leta 1311, kot »Trurn Podwein«, ko so ga v dedni lasti imeli gospodje Podvinski (Podwein), ki so bili vazali grofov Ortenburških.  Zadnji iz rodu Sebald Podvinskih je umrl leta 1397 pri ježi. Leta 1399 je Friderik Ortenburški graščino in posest podelil v fevd pl. Lambergom iz gradu Kamen. Po izumrtju Ortenburžanov so leta 1418 grad in posest podedovali Celjski grofje, kot fevdalni gospodje gospodov Lambergov. Po izumrtju Celjskih leta 1456 pa so gradič in gospoščino pridobili Habsburžani, ki so jo dajali v zajem in končno prodali baronom Wagnom pl. Wagensberškim. Kasneje pride v posest Gallenfelsov, Mogajnerjev, za njimi pa rodbine Mally.
Leta 1870 je lastnik tega dvorca postal francoski knez Camille de Polignac, kateremu je služil kot letna rezidenca njegove družine. Le- ta pa je dvorec zapustila že pred II. svetovno vojno leta 1939. Po koncu vojne leta 1946 je oblast posestvo z gradom nacionalizirala. V graščini je bila nekaj časa kmetijska šola, kasneje pa so jo preuredili v gostinski in celo nekaj časa v protokolarni objekt. Po osamosvojitvi in denacionalizaciji nasledniki kneza Camila de Polignaca, zadnjega lastnika gradu, vrnitve niso zahtevali, tako da je ostala graščina kot gostinski-turistični objekt.